# Олстон, Кевин
Кевин Лоренс Олстон (англ. Kevin Lawrence Alston, род. 5 мая 1988, Вашингтон, США) — американский футболист, защитник.

## Клубная карьера
Олстон начал играть футбол во время учёбы в Индианском университете в Блумингтоне.

### «Нью-Инглэнд Революшн»
В 2009 году Олстон был задрафтован клубом «Нью-Инглэнд Революшн» десятым номером в первом раунде Супердрафта MLS 2009. Дебютировал в клубе 21 марта 2009 года в первой игре сезона против клуба «Сан-Хосе Эртквейкс». В 2010 году Олстон был избран для участия в Матче всех звёзд MLS в Хьюстоне против «Манчестер Юнайтед».
Свой первый гол в копилку «Революшн» Олстон забил в финальном матче Североамериканской суперлиги 2010 против мексиканского клуба «Монаркас Морелия». Матч закончился со счётом 1:2 в пользу мексиканцев. Свой первый гол в MLS Олстон забил 12 апреля 2014 года в домашнем матче против «Хьюстон Динамо».
По окончании сезона 2015 «Революшн» отказался продлевать контракт с игроком.

### «Орландо Сити»
17 декабря 2015 года Олстон был задрафтован клубом «Орландо Сити» на втором раунде Драфта возвращений MLS. За «Орландо Сити» дебютировал 17 апреля 2016 года в матче против своего бывшего клуба «Нью-Инглэнд Революшн». По окончании сезона 2016 «Сити» не продлил контракт с Олстоном, но в январе 2017 года игрок был переподписан клубом. Из-за травмы подколенного сухожилия Олстон пропустил первые два матча сезона 2017 и для набора игровых кондиций был отправлен в «Орландо Сити B». За фарм-клуб дебютировал 25 марта 2017 года в матче стартового тура сезона USL 2017 против «Тампа-Бэй Раудис». По окончании сезона 2017 контракт Олстона с «Орландо Сити» истёк.

### «Ориндж Каунти»
8 июня 2018 года Олстон подписал контракт с клубом USL «Ориндж Каунти». За клуб из Большого Лос-Анджелеса дебютировал 10 июня 2018 года в дерби против «Лос-Анджелес Гэлакси II». 3 января 2019 года Олстон перезаключил контракт с «Ориндж Каунти» на сезон 2019.

## Международная карьера
Олстон играл за юношескую сборную США до 17 лет c сентября 2003 года по январь 2006 года. В 2005 году участвовал в чемпионате мира среди юношеских команд в Перу. Также представлял команду США в Панамериканских играх летом 2007 года в Бразилии.
22 декабря 2009 года Олстон получил своё первое приглашение во взрослую национальную сборную США в рамках подготовки к товарищескому матчу со сборной Гондураса в январе. Однако, во время подготовки получил травму подколенного сухожилия и не смог принять участие в матче. Следующее приглашение в национальную сборную Олстон получил для участия в товарищеском матче против сборной Сальвадора, но рецидив травмы сухожилия снова не позволил сыграть в этом матче.

## Личная жизнь
Родители — Жанна Фокс-Олстон и Ларри Олстон. Есть старший брат, Кеннет, аспирант Виргинского университета, получил степень магистра делового администрирования в Стэнфордской высшей школе бизнеса. Сам Кевин изучал менеджмент в Индианском университете в Блумингтоне. Любитель хип-хоп культуры, поклонник творчества Лил Уэйна, которого считает одним из лучших исполнителей современности. Дед Кевина, Ричард Фокс-младший, дипломат, был послом США в Тринидаде и Тобаго.
8 апреля 2013 года стало известно, что Кевин выбыл из команды на неизвестный срок для прохождения курса лечения хронического миелоидного лейкоза, редкой, но поддающейся лечению формы лейкоза. В июле 2013 года Кевин вернулся в строй и был удалён из списка инвалидов.

## Достижения
Командные
 «Ориндж Каунти»
- Чемпион Чемпионшипа ЮСЛ: 2021

Личные
- Восстановившийся игрок года в MLS: 2013
- Участник Матча всех звёзд MLS: 2010